# Elżbieta Łokietkówna
Elżbieta Łokietkówna (ur. 1305, zm. 29 grudnia 1380 w Budzie) – królewna polska, królowa węgierska, regentka w Polsce w latach 1370–1375, 1376–1377 i 1378–1380 z dynastii Piastów.
Córka króla Władysława I Łokietka i królowej  Jadwigi Bolesławówny, córki księcia kaliskiego Bolesława Pobożnego. Żona króla Węgier Karola Roberta. Matka króla Węgier i Polski Ludwika Węgierskiego. Babka króla Polski i wielkiej księżnej litewskiej Jadwigi Andegaweńskiej oraz króla Węgier Marii Andegaweńskiej. Siostra króla Polski Kazimierza Wielkiego.

## Dzieciństwo
Źródła nie zachowały dokładnej daty, zarówno dziennej, jak i rocznej urodzin Elżbiety. Data urodzenia może wahać się między 1298 a 1306, jednakże zapewne, jak stwierdza Jan Dąbrowski urodziła się w 1305 lub 1306 roku, czyli po powrocie Łokietka do Polski. Brak też informacji, gdzie przyszła na świat. Być może był to Radziejów, gdzie ukrywała się jej matka, gdy jej ojciec został wygnany z Polski. Imię otrzymała po swojej ciotce Elżbiecie, żonie Henryka V Brzuchatego, córce Bolesława Pobożnego. Wychowywała się na dworze matki, zapewne wpływ na jej wychowanie miały klaryski ze Starego Sącza. Świadczy o tym wspieranie zakonu, zarówno klasztoru na Węgrzech, gdy tam przebywała, jak i polskiego zgromadzenia w trakcie sporu klarysek z biskupem krakowskim o dziesięcinę w 1362. One także nauczyły ją czytać po łacinie.

## Ślub z Karolem Robertem

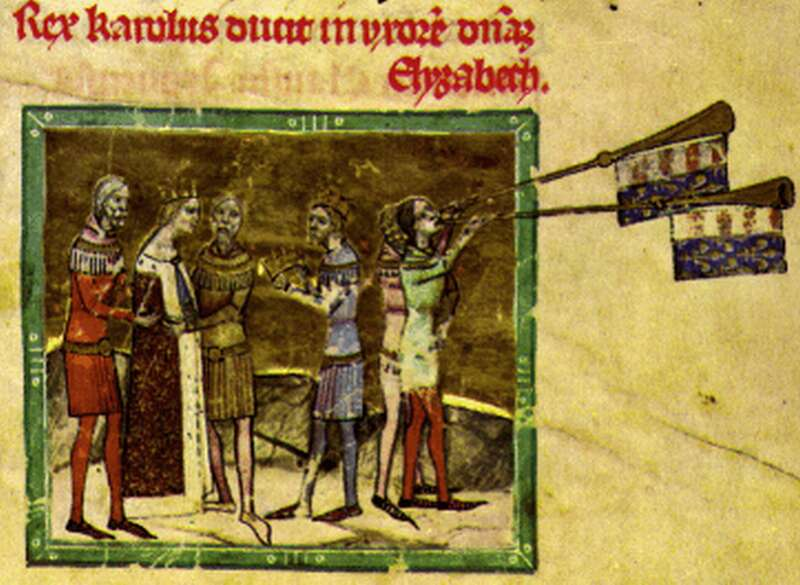
Ślub Elżbiety z Karolem Robertem (miniatura z Kroniki Ilustrowanej)

W końcu czerwca 1320 r. Elżbieta wyruszyła na Węgry wraz z licznym orszakiem. Już w Nowym Sączu oczekiwali na nią panowie węgierscy, z którymi spotkała się 1 lipca. W Bardiowie spotkała się z królem Węgier Karolem Robertem, który wyjechał na spotkanie przyszłej żony. Oboje ruszyli do Budy, gdzie 6 lipca 1320 odbył się ich ślub. Po nim nastąpiła, w Białogrodzie Królewskim, koronacja młodej królowej, dokonana przez biskupa weszpremskiego, dawnego prepozyta spiskiego, Henryka.
Małżeństwo to było efektem polityki Władysława Łokietka, który dotychczas nie mógł czuć się bezpiecznie na tronie polskim. Pretensje do sukcesji po Wacławie II wysuwał król Czech Jan Luksemburski. Zagrożeniem dla Polski był także zakon krzyżacki. Poprzez związek Elżbiety z monarchą węgierskim Władysław Łokietek zyskiwał cennego sojusznika. Wraz z tym małżeństwem zapoczątkowany został okres współpracy polsko-węgierskiej w polityce międzynarodowej.
Elżbieta była trzecią żoną króla Węgier. Pierwszą była księżniczka bytomska Maria, poślubiona w 1306 r. Małżeństwo to trwało jedenaście lat i było przypuszczalnie bezdzietne. Zakończyła je śmierć Marii 15 grudnia 1317. Rok później Karol Robert ożenił się z Beatrycze, siostrą króla Czech Jana Luksemburskiego. Druga małżonka węgierskiego monarchy zmarła po roku w trakcie porodu. Również jej dziecko nie przeżyło czasu narodzin.

## Protektorka Polaków
Kiedy Elżbieta została królową węgierską, na Węgry zaczęli przybywać książęta piastowscy z nadziejami na zrobienie karier. Największą zrobił Władysław Opolczyk, który w latach 1367–1372 sprawował urząd palatyna, po czym przeniesiony został na Ruś Halicką, gdzie pełnił urząd wielkorządcy. Bracia pierwszej żony Karola Roberta, Marii, uzyskali wysokie godności kościelne. Bolesław w latach 1321–1328 pełnił funkcję arcybiskupa ostrzyhomskiego, natomiast Mieszko bytomski w latach 1328–1334 był biskupem nitrzańskim, zaś przez następne dziesięć lat biskupem weszpremskim. Siostra Władysława Opolczyka, Kunegunda, wstąpiła do założonego przez Elżbietę zakonu klarysek w Starej Budzie. Tam też swoje życie spędziła córka Władysława, Kinga. Dzięki Elżbiecie doszło do zawarcia w 1335 r. małżeństwa między córką księcia gniewkowskiego Kazimierza III, Elżbietą, a banem Bośni Stefanem Kotromaniciem. Zrodzona z tego związku córka, także Elżbieta, w 1353 r. została drugą żoną jej syna, króla Węgier, Ludwika, a w latach 60. i 70. XIV w. wydała na świat trzy lub cztery córki węgierskiego monarchy, m.in. Marię i Jadwigę. Również dzięki Elżbiecie doszło do zaślubin Anny, córki księcia oświęcimskiego Władysława I, z wojewodą siedmiogrodzkim i jednym z najwyższych ówczesnych dostojników węgierskich, przedstawicielem nowej arystokracji Tomaszem Szécsényim (Tomasz I Szécsényi). Oprócz Piastów przybywało z Polski na Węgry wielu rycerzy i duchownych, którzy dzięki wstawiennictwu Elżbiety zdobyli wysokie urzędy świeckie i duchowne. Jednym z nich był rycerz Mroczko, który z czasem awansował do urzędu koniuszego królowej.

## Zamach

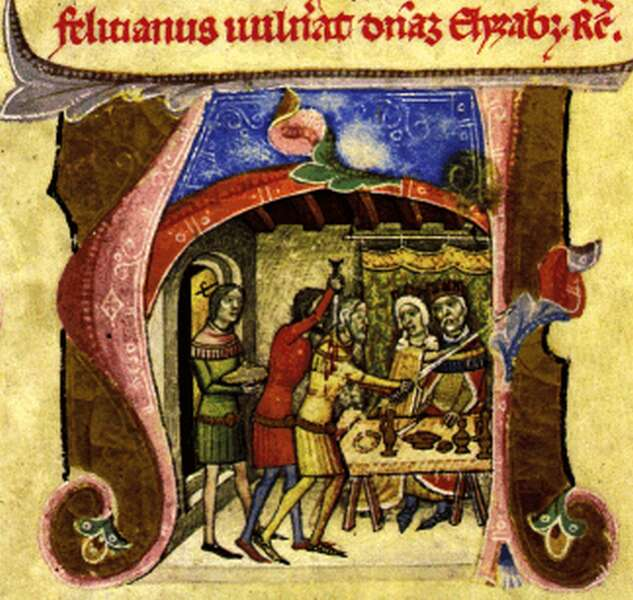
Zamach Felicjana Zacha (miniatura z Kroniki Ilustrowanej)

17 kwietnia 1330 na zamku w Wyszehradzie doszło do zamachu na rodzinę królewską. Podczas obiadu, do którego zasiedli Karol Robert, Elżbieta oraz dwóch synów: Ludwik i Andrzej, do jadalni wpadł jeden z węgierskich możnowładców, Felicjan Zach, i uzbrojony w miecz zaatakował króla i królową. Karol Robert został ranny w rękę, natomiast Elżbieta straciła cztery palce. Czeski kronikarz Benesz z Pragi zanotował, że monarcha węgierski miał się w czasie napadu schować pod stół, dzięki czemu nie doznał większych obrażeń. Napastnika powstrzymał dopiero podczaszy królowej, Jan, który śmiertelnie go ugodził.
Zemsta na rodzinie Zachów była okrutna. Poćwiartowane ciało Felicjana Zacha zostało rozesłane do wielu węgierskich miast, zaś jego głowa zawisła na bramie wjazdowej wyszehradzkiego zamku. Jego córce, znanej z urody Klarze, obcięto nos, wargę i palce u obydwu rąk. Na ścięcie skazano wszystkich męskich potomków rodu aż do trzeciego pokolenia. Niektórzy z nich przed strasznym wyrokiem uciekli do Polski. Przyczyn napadu Felicjana Zacha przez wiele lat upatrywano w gwałcie, jakiego na Klarze miał się dopuścić brat Elżbiety, królewicz polski Kazimierz, który na dworze węgierskim przebywał na przełomie lat 1329/1330, zabiegając o pomoc wojskową przeciw Krzyżakom. O tym wydarzeniu w swojej kronice wspomina Jan Długosz.

## Sprawa korony Neapolu
Po śmierci Karola Roberta 16 lipca 1342 Elżbieta zaczęła odgrywać większą polityczną rolę. W 1343 r. zmarł król Neapolu, Robert I Mądry, z neapolitańskiej linii Andegawenów. Jego wnuczką była Joanna, narzeczona Andrzeja, syna Elżbiety. Zgodnie z wolą zmarłego tron neapolitański miał przypaść na równych prawach obojgu narzeczonym. Nie zgodziła się na to Joanna, która znalazła poparcie wśród neapolitańskiego możnowładztwa. Elżbieta postanowiła zatem udać się do Włoch, aby wystarać się o tron dla swego syna. Z Wyszehradu Elżbieta wyruszyła 8 czerwca, zaś do Neapolu dotarła 24 lipca. W sierpniu toczyła rozmowy na dworze neapolitańskim w sprawie szybkiej koronacji Andrzeja. Wyprawiła również do Awinionu poselstwo w celu uzyskania zgody papieża Klemensa VI.
Oczekując na odpowiedź, Elżbieta udała się w pielgrzymkę do Rzymu, podczas której była serdecznie witana przez okoliczną ludność. Gdy przybyła do Rzymu została powitana przez przedstawicieli dwóch potężnych rodów: Colonnów i Orsinich, którzy stali po przeciwległych brzegach Tybru, zaś przed bazyliką watykańską przywitali ją kardynałowie, którzy wówczas przebywali w mieście. W trakcie pobytu w Wiecznym Mieście Elżbieta hojnie obdarowała liczne kościoły i klasztory, które odwiedziła. Bazylice watykańskiej podarowała m.in.: przeznaczone dla głównego ołtarza kobierzec ozdobiony dziewięcioma haftowanymi wizerunkami świętych i obrus z grubego, czerwonego jedwabiu. Ofiarowała także dwie białe komże i humerały z cortiny ze złotymi frędzlami. Aż dwukrotnie wstąpiła do kaplicy Sancta Sanctorum na Lateranie, aby podziwiać chustę św. Weroniki. Jednak głównym powodem podróży do Rzymu było przekupienie znacznymi ofiarami papieża i kardynałów, aby wyrazili zgodę na koronację Andrzeja. Napór żebraków sprawił, że Elżbieta po trzech dniach musiała wyjechać z miasta.
19 stycznia 1344 papież zgodził się na koronację Andrzeja. Jednakże nie doszło do niej, gdyż w nocy z 18 na 19 września 1345 został on zamordowany. O współudział w morderstwie Andegaweni węgierscy oskarżyli jego żonę, Joannę. Pomiędzy Węgrami a Neapolem wybuchła wojna, jednakże dwie wyprawy włoskie króla Węgier Ludwika w latach 1347 i 1350 nie zakończyły się powodzeniem.

## Elżbieta a Cesarstwo
W 1357 r. Elżbieta w towarzystwie znacznego orszaku liczącego siedmiuset rycerzy odbyła podróż do Niemiec. Razem z nią podróżowało wielu Piastów i książąt Rzeszy. Przez Pragę Elżbieta 20 maja 1357 udała się do Marburga, gdzie wraz z parą cesarską, Karolem IV i Anną, nawiedziła grób św. Elżbiety. W trakcie podróży odwiedziła także Kolonię, Akwizgran i Frankfurt nad Menem. Na Węgry powróciła po dwóch miesiącach.
W 1362 r. na zjeździe w Pradze w czasie rozmów dotyczących sporu austriacko-węgierskiego o patriarchat Akwilei będący pod wpływem alkoholu cesarz Karol IV znieważył Elżbietę. W obronie matki stanął Ludwik, który gotów był wypowiedzieć Karolowi wojnę. Jednakże dzięki mediacji Władysława Opolczyka uniknięto zbrojnego konfliktu.

## Sukcesja andegaweńska w Polsce

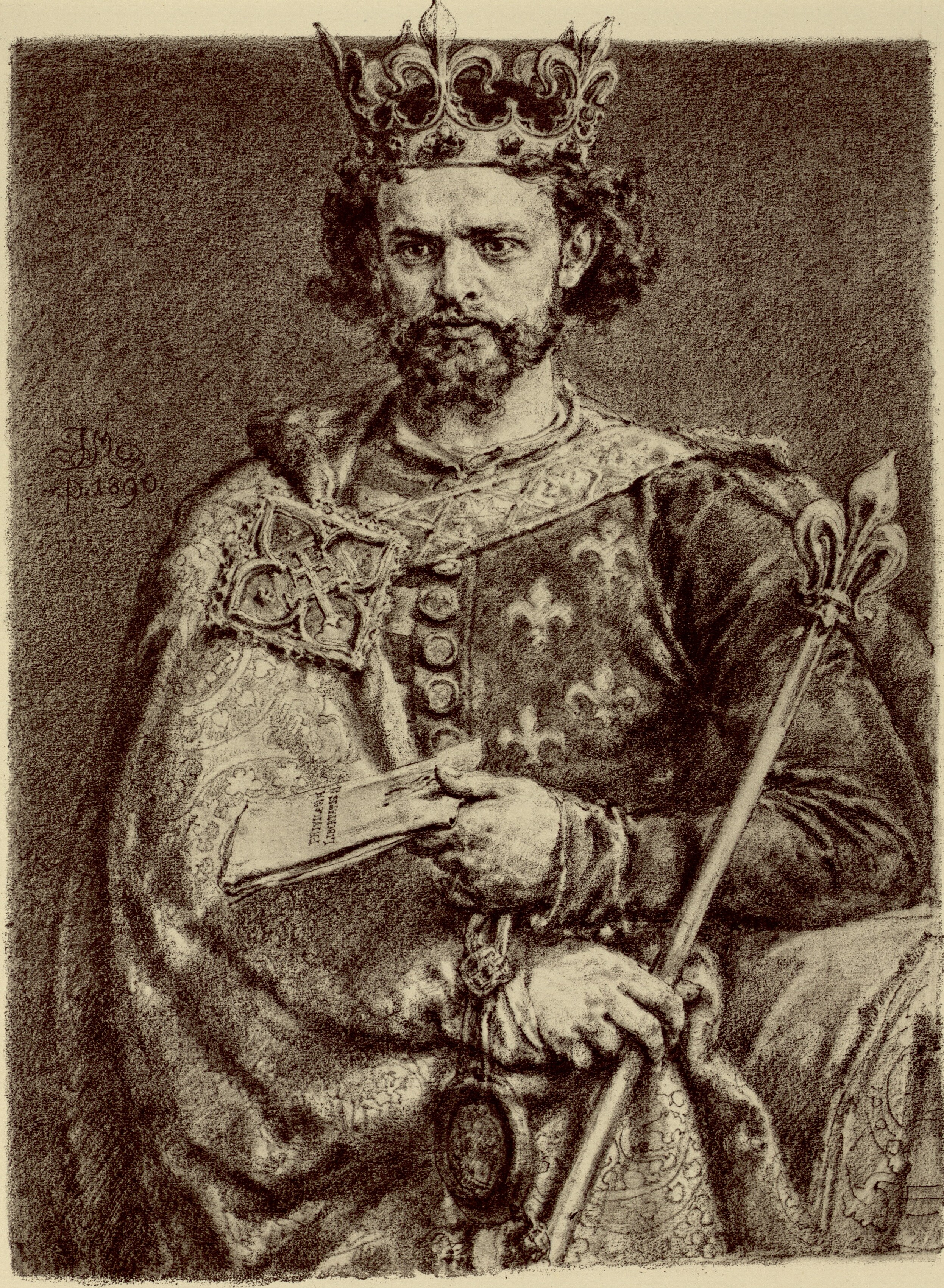
Jan Matejko Ludwik Andegaweński

W 1367 r. z inicjatywy Elżbiety nowym palatynem węgierskim po zmarłym Mikołaju Koncie (istnieje przypuszczenie, że go otruto) został Władysław Opolczyk. Kandydatura ta była podyktowana zwróceniem się Węgier w polityce zagranicznej na północ, w obliczu zbliżającej się sukcesji Andegawenów w Polsce. Opolski Piast, znający sytuację w Polsce, cieszący się uznaniem cesarza Karola IV i zaufany króla Węgier, dla którego odbył kilka ważnych misji dyplomatycznych, był najlepszym kandydatem na ten urząd.
Kazimierz Wielki zmarł 5 listopada 1370. Po koronacji na króla Polski Ludwik mianował matkę regentką, sam zaś powrócił na Węgry. Na początku swych rządów regencyjnych Elżbieta musiała uspokoić sytuację w kraju. W czasie kiedy nowa dynastia wstępowała na polski tron, sąsiedzi wykorzystali ten moment do zagarnięcia przygranicznych ziem. Brandenburgia zajęła Santok, a Litwa Włodzimierz. W kraju największy opór przed uznaniem władzy Andegawenów stawiała Wielkopolska. W 1372 r. Elżbieta wybrała się do tej dzielnicy i rozpoczęła proces jej pacyfikacji. W tym czasie mianowała Sędziwoja z Szubina na stanowisko starosty wielkopolskiego i doprowadziła do wydania wyroku na Janka z Czarnkowa przez poznański sąd ziemski. Kronikarz został skazany na karę banicji i konfiskaty majątku za kradzież insygniów koronacyjnych z grobowca Kazimierza Wielkiego, mających posłużyć do koronacji kujawskiego krewniaka zmarłego monarchy, Władysława Białego, który po powrocie do kraju z zakonu benedyktynów w Dijon przy wsparciu Wielkopolan walczył z Andegawenami o tron polski.
Elżbieta powołała sądy restytucyjne, zajmujące się zwracaniem rycerstwu dóbr, które niesłusznie zostały im skonfiskowane za panowania ostatniego Piasta. Łokietkówna chciała tym zjednać społeczeństwo do Andegawenów, których przyszłość na polskim tronie nie była pewna. Po pierwsze nie byli oni w Polsce dynastią dziedziczną, a po drugie Ludwik nie miał męskiego potomka. Istniała zatem realna obawa, że panowie polscy nie zaakceptują na tronie jednej z jego córek. Z tego powodu 17 września 1374 w Koszycach Ludwik wystawił przywilej dla szlachty, w zamian za co otrzymał zapewnienie sukcesji po nim w Polsce którejś z polsko-węgierskich królewien.
W czasie swych rządów Elżbieta mogła liczyć na partię węgierską, czyli głównie panów małopolskich. Przywódcami tego obozu byli Dobiesław z Kurozwęk (uczestniczył w sądzie nad Jankiem z Czarnkowa) i jego syn, Zawisza z Kurozwęk (brał udział w opracowaniu treści przywileju koszyckiego). Łokietkówna miała okazały dwór, składający się z krakowskich urzędników ziemskich, na czele którego stał marszałek. Jako królowa regentka w celu odróżnienia od synowej używała tytułu: Elżbieta z Bożej łaski starsza królowa  Polski.
Pierwszą regencję w Polsce Elżbieta zakończyła w 1375 r., kiedy ustąpiła z funkcji z powodu wieku.

## Ostatnie lata
Po opuszczeniu Polski Elżbieta przez krótki czas sprawowała regencję w Dalmacji (rządziła nią także po zdobyciu jej w wojnie węgiersko-weneckiej toczącej się w latach 1357-1359). Kilkakrotnie przyjeżdżała jeszcze do Polski, aby dopilnować zmian w zarządzie kraju, m.in. przebywała w Polsce na przełomie lat 1376/1377, kiedy doszło do mordu Węgrów z jej otoczenia.
Pod koniec życia dużo czasu spędzała w klasztorze klarysek w Starej Budzie. 6 kwietnia 1380 spisała testament. W akcie tym zapisała, że jej wolą jest spocząć w starobudzińskim klasztorze klarysek. Poczyniła też nadania na rzecz swoich krewnych: synowi, Ludwikowi zapisała kilka złotych naczyń, synowej, Elżbiecie – zamek w Starej Budzie, wnuczce, Marii – złoty wieniec, drugiej wnuczce, Jadwidze – wieniec z liliami, zaś swej siostrzenicy, Jadwidze – pierścień. Obdarowała także różne instytucje kościelne.
Zmarła 29 grudnia 1380 w Starej Budzie, przeżywszy siedemdziesiąt pięć lat. Zgodnie z ostatnią wolą została pochowana w tamtejszym klasztorze klarysek. Długi żywot królowej tłumaczono stosowaniem pewnego środka odmładzającego. W XVIII w. w Europie popularnością cieszyła się tzw. Woda Królowej Węgier, której receptura miała być podobno przez nią samą opracowana. Znawca problematyki stosunków polsko-węgierskich Jan Dąbrowski w monografii poświęconej Elżbiecie stwierdził, że owym magicznym środkiem był lek na reumatyzm.

## Potomstwo

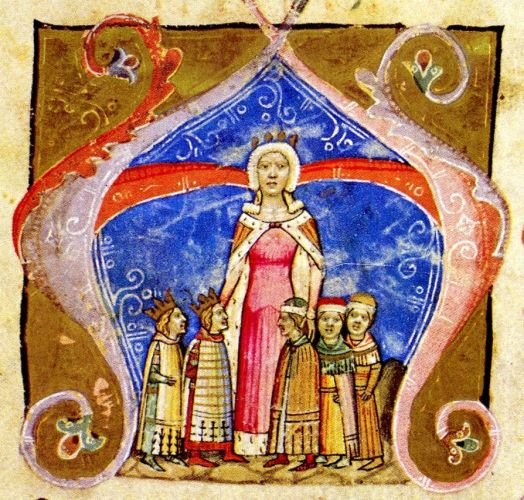
Elżbieta Łokietkówna z dziećmi

Elżbieta i Karol Robert przeżyli we wspólnym małżeństwie dwadzieścia dwa lata, w trakcie którego doczekali się pięciu synów i najprawdopodobniej dwóch córek. Na początku 1323 przyszedł na świat Karol, który zmarł w tym samym roku. Kolejny syn, Władysław, urodzony 1 października 1324, zmarł 24 lutego 1329, nie dożywszy piątego roku życia.
Trzeci syn, Ludwik, urodził się 5 marca 1326. Po śmierci ojca zastąpił go na tronie węgierskim, zaś w 1370 r. po śmierci króla Polski, Kazimierza, na mocy wcześniejszych umów objął tron polski. Jako jedyny z braci przeżył matkę, zmarł 10 września 1382. Z drugiego małżeństwa z Elżbietą Bośniaczką doczekał się trzech córek. Katarzyna zmarła w dzieciństwie. Maria, która po ojcu odziedziczyła Węgry, została poślubiona przez Zygmunta Luksemburskiego, z którym doczekała się martwego syna, z którym Maria zmarła. Natomiast Jadwiga została sukcesorką Ludwika w Polsce. Ze swym mężem, Władysławem Jagiełłą, doczekała się córki, Elżbiety Bonifacji, lecz ta wkrótce po urodzeniu zmarła. Również niebawem zmarła Jadwiga. Zarówno Zygmunt jak i Władysław po zgonach swych andegaweńskich małżonek przejęli pełnię władzy w państwach, w których dotychczas razem z nimi współrządzili, a także zawarli nowe małżeństwa, z których doczekali się potomstwa.
30 listopada 1327 Elżbieta wydała na świat Andrzeja, dla którego szesnaście lat później zabiegała o koronę Neapolu. Andrzej został zamordowany w nocy z 18 na 19 września 1345. Jego pogrobowy syn, Karol Martel, zmarł w dzieciństwie.
Ostatnim synem Elżbiety i Karola Roberta był Stefan, urodzony 26 grudnia 1332. Zmarł on 9 sierpnia 1354, pozostawiając ze związku z Małgorzatą Wittelsbach, córką cesarza Ludwika IV. Z tego związku urodziło się dwoje dzieci: zmarły w dzieciństwie Jan i Elżbieta, która została wydana za księcia Tarentu i cesarza Konstantynopola Filipa II Andegaweńskiego. Jedyny syn z tego małżeństwa, Filip, zmarł w dzieciństwie.
Istnienie dwóch córek Karola Roberta i Elżbiety Łokietkówny budzi wątpliwości historyków, lecz Stanisław Sroka w swojej publikacji z 2015 polemizuje z własną tezą zaprezentowaną w pierwotnym wydaniu swojej książki Genealogia Andegawenów węgierskich z 1999 i twierdzi, że istnieje wysokie prawdopodobieństwo, że Elżbieta Łokietkówna urodziła 2 córki podczas trwania małżeństwa z Karolem Robertem:
- Katarzyna (ur. 1321 lub 1322[5] - zm. pomiędzy 1339 a 1355[5]), w 1338 poślubiła Henryka Świdnickiego, swojego kuzyna[5],
- Elżbieta (ur. pomiędzy 1328 a 1331[5] - zm. ?[5]), była żoną księcia niemodlińskiego Bolesława II[5].

Zatem w niedługim czasie wymarli wszyscy potomkowie Elżbiety.

## Genealogia
| Kazimierz I Piastowicz ur. ok. 1211 zm. 14 XII 1267 | Kazimierz I Piastowicz ur. ok. 1211 zm. 14 XII 1267 |                                                   |                                                   | Eufrozyna opolska ur. 1228/1230 zm. 4 XI 1292/1294 | Eufrozyna opolska ur. 1228/1230 zm. 4 XI 1292/1294 |  |  | Bolesław Pobożny ur. 1224/1227 zm. 13/14 IV 1279 | Bolesław Pobożny ur. 1224/1227 zm. 13/14 IV 1279 |                                               |                                               | Jolenta Helena Arpadówna ur. ok. 1244 zm. 16/17 VI po 1304 | Jolenta Helena Arpadówna ur. ok. 1244 zm. 16/17 VI po 1304 |
|                                                     |                                                     |                                                   |                                                   |                                                    |                                                    |  |  |                                                  |                                                  |                                               |                                               |                                                            |                                                            |
|                                                     |                                                     |                                                   |                                                   |                                                    |                                                    |  |  |                                                  |                                                  |                                               |                                               |                                                            |                                                            |
|                                                     |                                                     | Władysław I Łokietek ur. 1260/1261 zm. 2 III 1333 | Władysław I Łokietek ur. 1260/1261 zm. 2 III 1333 |                                                    |                                                    |  |  |                                                  |                                                  | Jadwiga kaliska ur. 1270/1275 zm. 10 XII 1339 | Jadwiga kaliska ur. 1270/1275 zm. 10 XII 1339 |                                                            |                                                            |
|                                                     |                                                     |                                                   |                                                   |                                                    |                                                    |  |  |                                                  |                                                  |                                               |                                               |                                                            |                                                            |
|                                                     |                                                     |                                                   |                                                   |                                                    |                                                    |  |  |                                                  |                                                  |                                               |                                               |                                                            |                                                            |
|                                                     |                                                     |                                                   |                                                   |                                                    |                                                    |  |  |                                                  |                                                  |                                               |                                               |                                                            |                                                            |

|                                      |                                      | Karol Robert Andegaweński ur. 1288 zm. 16 VII 1342 OO 6 VII 1320 | Karol Robert Andegaweński ur. 1288 zm. 16 VII 1342 OO 6 VII 1320 | Elżbieta Łokietkówna ur. 1305, 1 I (?) zm. 29 XII 1380 | Elżbieta Łokietkówna ur. 1305, 1 I (?) zm. 29 XII 1380 |                                                       |                                                       |                                                    |                                                    |
|                                      |                                      |                                                                  |                                                                  |                                                        |                                                        |                                                       |                                                       |                                                    |                                                    |
|                                      |                                      |                                                                  |                                                                  |                                                        |                                                        |                                                       |                                                       |                                                    |                                                    |
|                                      |                                      |                                                                  |                                                                  |                                                        |                                                        |                                                       |                                                       |                                                    |                                                    |
| Karol Andegaweński ur. 1321 zm. 1321 | Karol Andegaweński ur. 1321 zm. 1321 | Władysław Andegaweński ur. 1 XI 1324 zm. 24 II 1329              | Władysław Andegaweński ur. 1 XI 1324 zm. 24 II 1329              | Ludwik Węgierski ur. 5 III 1326 zm. 10 IX 1382         | Ludwik Węgierski ur. 5 III 1326 zm. 10 IX 1382         | Andrzej Andegaweński ur. 30 XI 1327 zm. 18/19 IX 1345 | Andrzej Andegaweński ur. 30 XI 1327 zm. 18/19 IX 1345 | Stefan Andegaweński ur. 26 XI 1332 zm. 9 VIII 1354 | Stefan Andegaweński ur. 26 XI 1332 zm. 9 VIII 1354 |

## Mecenat

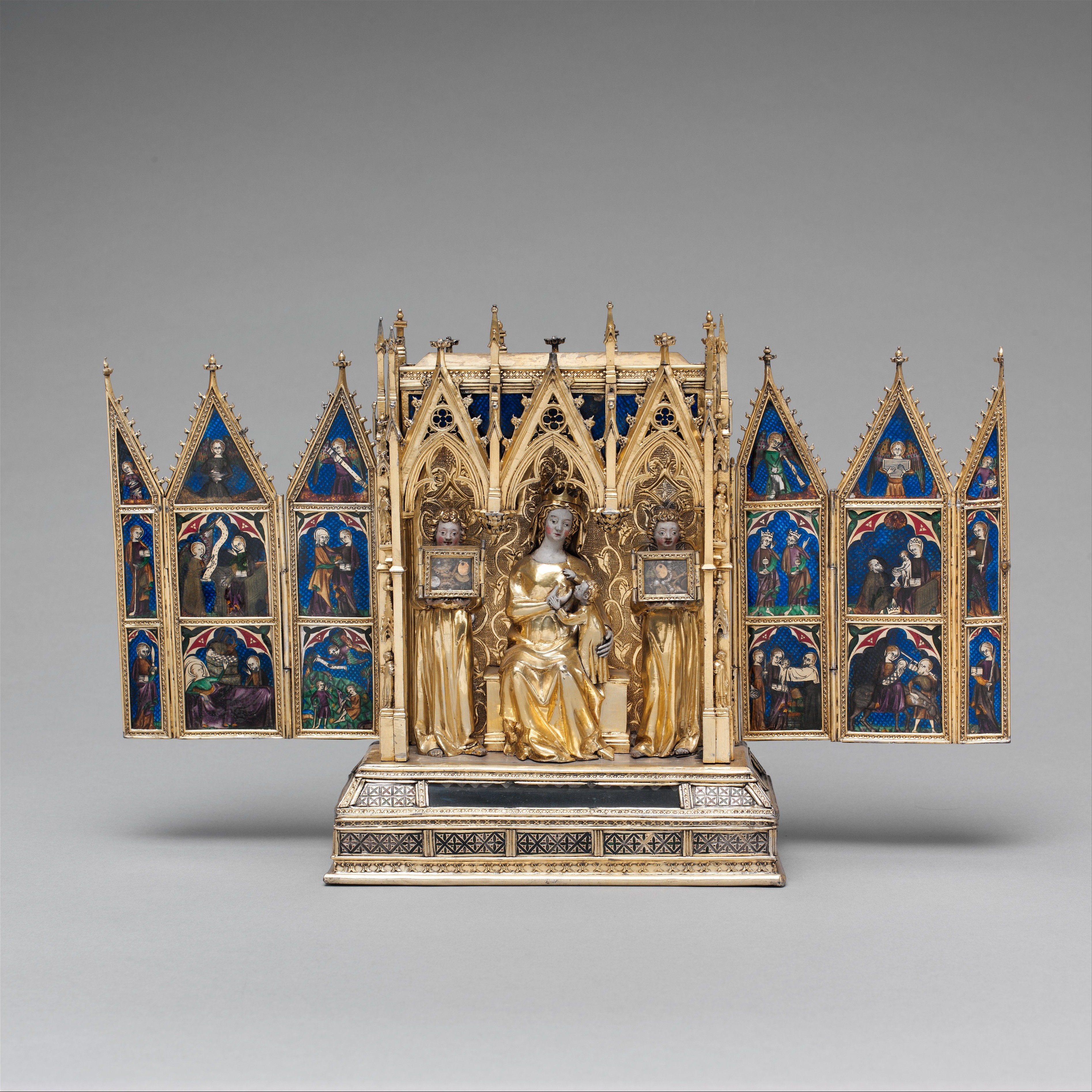
Kapliczka relikwiarzowa Elżbiety Łokietkówny, przypisana Jeanowi de Touyl, ok. 1350

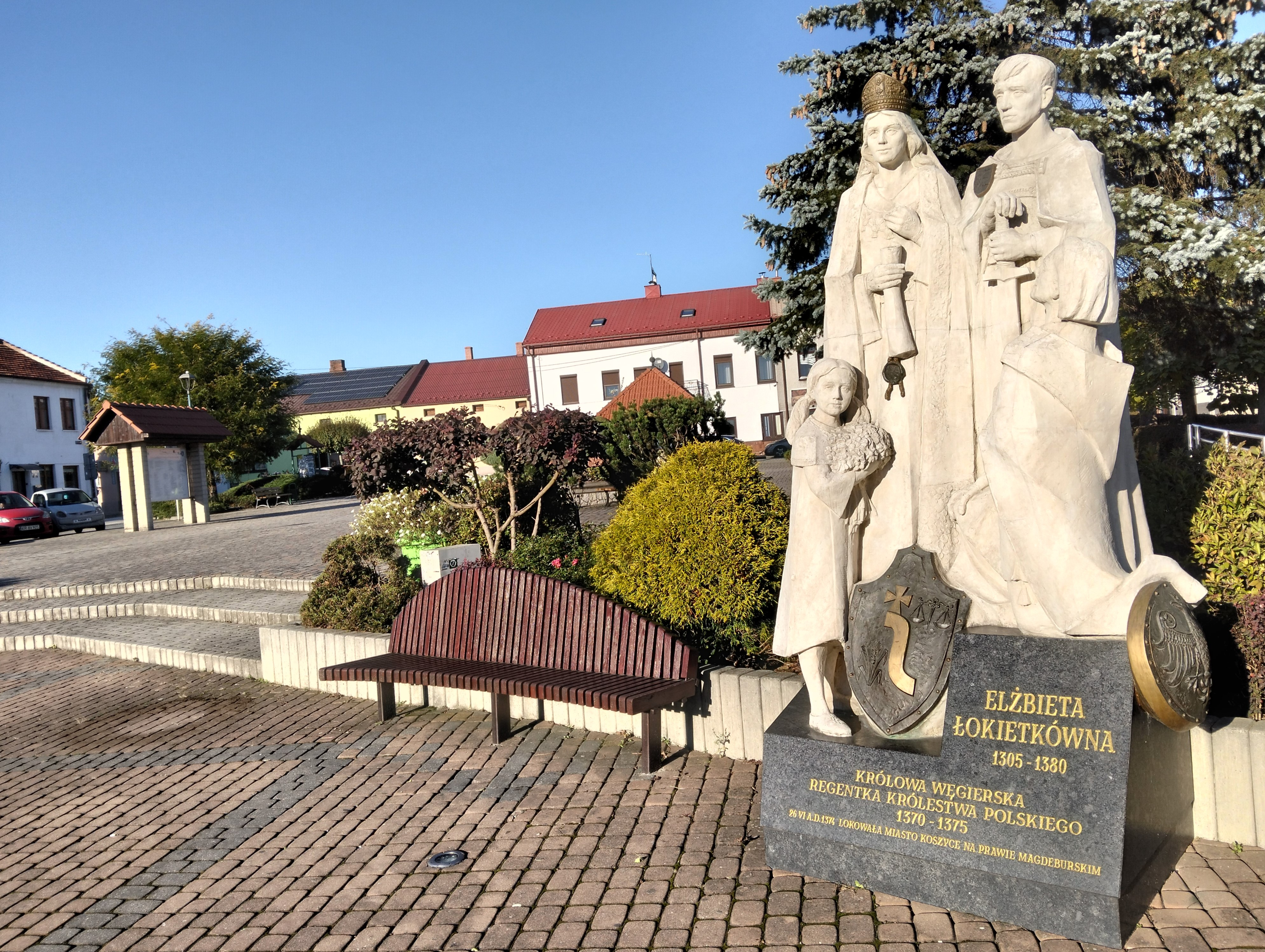
Pomnik w Koszycach

Królowa była znanym mecenasem sztuki i fundatorką wielu kościołów, które wyposażyła we wspaniałe skarby. Znakomite przykłady fundacji Elżbiety obejmują srebrną kapliczkę relikwiarzową z Madonną i Dzieciątkiem z około 1350 r., przypisywaną Jeanowi de Touyl w Metropolitan Museum of Art, najprawdopodobniej wykonanej do klasztoru klarysek w Budzie, również założonego przez królową w 1334 r. oraz srebrny relikwiarz św. Mikołaja w formie gotyckiego kościoła z 1344 r., przypisywany Pietro di Simone Gallico w Museo Nicolaiano w Bari. Elżbieta zainspirowała także fundację węgierskiej kaplicy w Akwizgranie i sfinansowała niektóre z jej skarbów.